# Volvo V70
La Volvo V70 è un modello di automobile costruito dalla casa automobilistica Volvo, appartenente al segmento delle station wagon di grandi dimensioni. È disponibile solamente con carrozzeria station wagon, in versione a cinque e sette posti (in questo caso con due strapuntini nel bagagliaio).
Nata nel 1996 come restyling della versione station wagon della Volvo 850, nel 2000 venne sostituita dalla seconda serie completamente differente dalla precedente.
L'ultima versione, la terza, è stata presentata al pubblico ed è stata commercializzata nel corso del 2007. È stata per molti anni l'automobile più venduta in Svezia.
La nuova denominazione rispecchiava l'intenzione della Volvo di nominare le proprie autovetture in base al tipo di carrozzeria, nello specifico, S per le berline (sedan), V per le station wagon (versatility), C per le Coupé e le Cabriolet ed XC per i SUV.
La produzione è terminata nel 2016 quando è stata sostituita dalla nuova Volvo V90.

## Le serie

### Prima serie (1996-2000)
Nata, come denominazione nel 1996, la prima serie della V70 rappresentava in realtà il restyling della 850, auto che ebbe moltissima fortuna in tutto il mondo e che per prima venne equipaggiata con i famosi motori a 5 cilindri in linea in alluminio, con alcune modifiche estetiche limitate principalmente al frontale ed alle finiture dell'abitacolo.

#### Motori
Tutti i motori a benzina della prima serie erano declinazioni differenti dello stesso basamento interamente in alluminio a cinque cilindri in linea, in particolare di 2.0 e 2.3 litri.
Notevoli le prestazioni delle versioni dotate di turbocompressore, soprattutto quelle denominate R.

### Seconda serie (2000-2007)

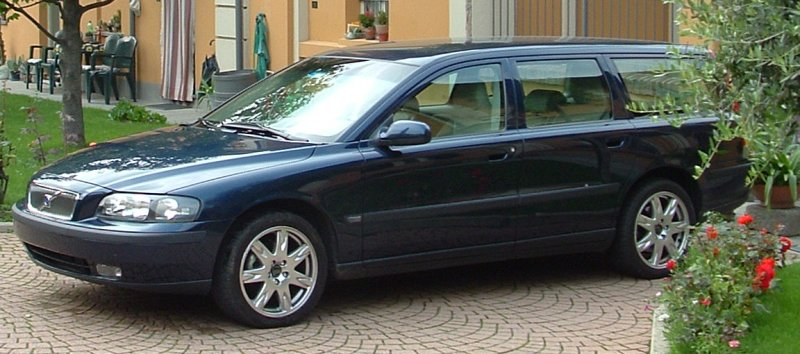
Volvo V70 II serie

La seconda serie della V70 venne presentata nel 2000 e rappresenta l'attuale interpretazione della classica station wagon di grandi dimensioni che vede da sempre il marchio Volvo tra i maggiori esponenti. Realizzata interamente da Volvo sulla Piattaforma P2, che verrà ripresa con leggere modifiche dalla Ford come D3, da molti viene indicata come l'ultima vera Volvo.
Di certo è l'ultima vettura della Casa interamente progettata senza ausili esterni, sia per quanto riguarda il telaio, sia per quanto riguarda i motori, e rappresenta inoltre la prima autovettura Volvo ad essere stata motorizzata con un propulsore diesel interamente progettato e costruito dalla Volvo.
Al contrario della serie precedente, la nuova V70 non era affiancata da una berlina della "serie 70", ma da due berline distinte (costruite sulla stessa base): la S60 e la S80.

#### Motori
Negli ultimi mesi del 2000 alcuni modelli, pur adottando già la nuova carrozzeria della II serie, erano ancora dotate di motorizzazioni della serie precedente non common rail.
Tutti i motori della seconda generazione della V70 sono dei propulsori realizzati interamente in alluminio, compresi i due diesel, a cinque cilindri in linea e 4 valvole per cilindro. Molti di essi, ad eccezione del Bi-Fuel e del 2.4 20V, sono dotati di turbocompressore.
I due propulsori diesel, primi motori a gasolio interamente realizzati da Volvo, sono frutto della "dieselizzazione" dei propulsori a benzina, di cui ricalcano quindi fedelmente l'architettura. Si tratta di moderne unità a 5 cilindri dotati di alimentazione common rail.

### Terza serie (2007-2016)

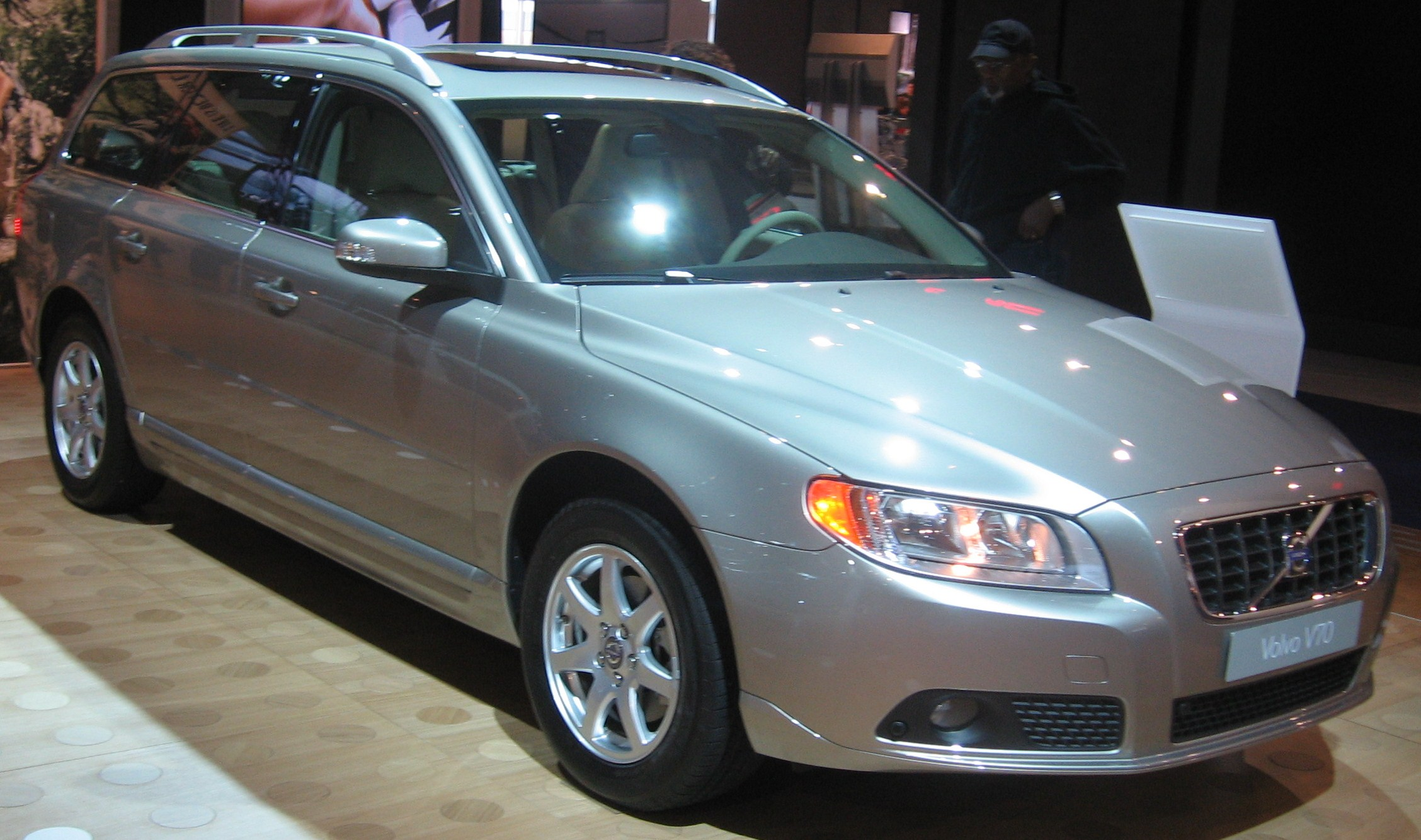
Volvo V70 III serie anteriore

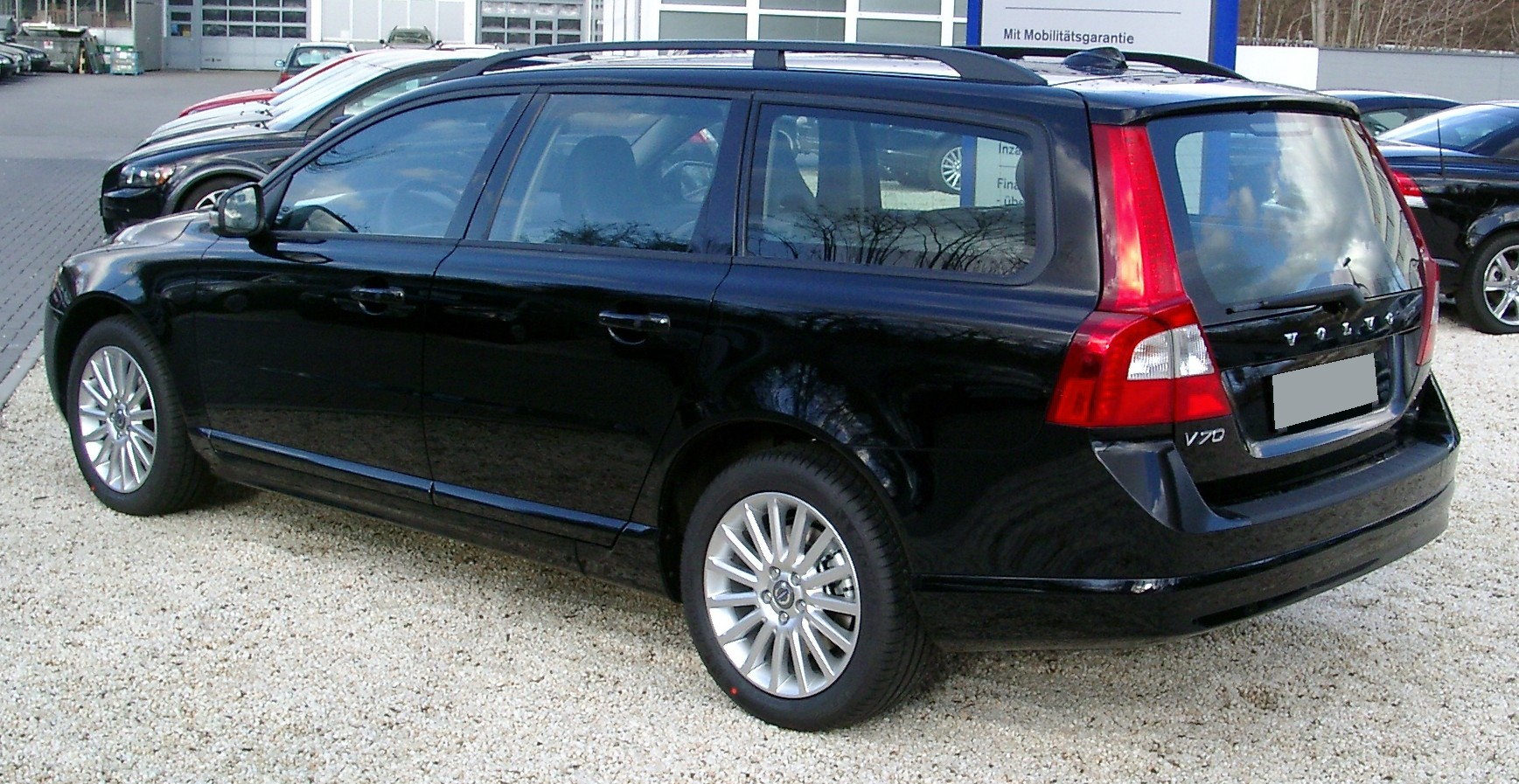
Volvo V70 III serie posteriore

Presentata ufficialmente da Volvo nel febbraio 2007, commercializzata dal settembre dello stesso anno in Italia con anteprima mondiale, rappresenta l'ultima versione della station wagon svedese.
Vanta dimensioni superiori rispetto alla serie precedente, è infatti lunga 4.823 mm, larga 1.861 mm e alta 1.547 mm.
Nel giugno 2011 ha ricevuto un piccolo aggiornamento che ha modernizzato gli interni secondo lo stile della nuova S60 ed ha portato una piccola novità negli indicatori di direzione integrati negli specchietti retrovisori esterni che abbandonano la lampadina convenzionale a favore di una più moderna a LED. Questo Aggiornamento inoltre incrementa la sicurezza della Volvo V70 la quale riceve il City Safety offerto Di-Serie e il Pedestrian Detection che si aggiunge al ricco pacchetto di accessori per la sicurezza. Nel 2013, come tutta la gamma (ad eccezione della V40 e della XC90 della quale l'anno successivo sarebbe stata presentata la seconda generazione) viene sottoposta a un restyling che cambia i paraurti facendo sembrare l'auto più bassa e larga e altri dettagli che migliorano l'eleganza.

#### Motori
La terza serie riprende i propulsori della S80 per quanto riguarda l'alimentazione a benzina, mentre per quanto riguarda i motori diesel, utilizza quelli già presenti sulla seconda serie fino al 2009 quando sono stati introdotti il D5 prima con 205 cv e poi, in seguito all'aggiornamento di giugno 2011 che ne ha ridotto i consumi, con 215 cv, il D3 anch'esso aggiornato nel giugno 2011 per ridurre i consumi ma non ha ricevuto aumenti di potenza e successivamente il 1.6 D
Per quanto riguarda la sicurezza automobilistica, nel 2007 è stata sottoposta al crash test dell'Euro NCAP totalizzando 5 stelle, risultato riconfermato anche in occasione del test successivo effettuato con le nuove regole nel 2009.